# Кичера
Киче́ра — посёлок городского типа в Северо-Байкальском районе Бурятии. Образует городское поселение «Посёлок Кичера».
В посёлке находится станция Кичера Восточно-Сибирской железной дороги на Байкало-Амурской магистрали.

## География
Расположен в 37 км к северо-востоку от районного центра — посёлка Нижнеангарска, на левобережье реки Кичеры, в 3 км к востоку от её русла.

## История
Основан 3 мая 1978 года на 404-м километре строящейся трассы Байкало-Амурской магистрали строительным отрядом под руководством В. И. Аксёнова.
20 ноября 1979 года присвоен статус рабочего посёлка.

## Население
| 1989  | 2002  | 2009  | 2010  | 2011  | 2012  | 2013  | 2014  |
| ----- | ----- | ----- | ----- | ----- | ----- | ----- | ----- |
| 2715  | ↘1624 | ↘1414 | ↘1375 | ↘1356 | ↘1321 | ↘1315 | ↘1259 |
| 2015  | 2016  | 2017  | 2018  | 2019  | 2020  | 2021  | 2023  |
| ↘1218 | ↘1141 | ↘1098 | ↘1040 | ↘1001 | ↘946  | ↘922  | ↘873  |
| 2024  | 2025  |       |       |       |       |       |       |
| ↘851  | ↘840  |       |       |       |       |       |       |

## Экономика и инфраструктура
Путевая машинная станция № 303, средняя общеобразовательная школа, детский сад.